# Omar Perotti
Omar Ángel Perotti (Rafaela, 16 de septiembre de 1959) es un contador público y político argentino, perteneciente al Partido Justicialista. En 2019 ocupó el cargo de gobernador de la provincia de Santa Fe. En 1991 fue elegido intendente de la ciudad de Rafaela, siendo reelegido en el cargo en 2003 y en 2007. Entre 2015 y 2019 se desempeñó como senador nacional.

## Biografía

### Comienzos
Durante su infancia, vivió con sus padres —quienes se dedicaban a la actividad tambera— en un pequeño campo en la localidad de Bella Italia. Fue a la escuela primaria Juan Bautista Alberdi y recibió el título secundario en la Escuela Nacional de Comercio, ambas de la ciudad de Rafaela. Para iniciar su educación universitaria, se trasladó a la ciudad de Santa Fe, donde se recibió de Contador Público Nacional en la Facultad de Ciencias Económicas de la Universidad Nacional del Litoral.

### Intendente de Rafaela (2003-2011)
A los 31 años, fue elegido intendente de Rafaela. Esa gestión mereció en 1995 el “Premio Nacional a la Calidad Total”, otorgado por la Presidencia de la Nación. Omar fue también Ministro de Agricultura, Ganadería, Comercio y Servicios de la Provincia y residió luego en la ciudad de Washington D. C., trabajando como consultor internacional en el Banco Interamericano de Desarrollo –BID.
En 1999, fue electo senador provincial por el departamento Castellanos. En 2003 fue elegido por segundo periodo como intendente de Rafaela. Los ejes de su gestión estuvieron basados en la obra pública para el desarrollo humano y para la mejora de la competitividad de las empresas de la ciudad. Esa gestión es recordada como la que mayor inversión en obra pública tuvo en toda la historia del municipio. En 2007, fue reelecto intendente de Rafaela. Fue galardonado por la Fundación Konex con el diploma al mérito como uno de los cinco mejores administradores públicos de la década.

### Diputado nacional
En 2011 encabezó la lista de candidatos a diputados nacionales en la provincia de Santa Fe, ganando la elección en ese distrito y asumiendo en diciembre de ese año. Se presentó como candidato a gobernador de Santa Fe en junio de 2015, obteniendo el tercer puesto con el 29,30 % de los votos, frente al 30,64 % del Frente Progresista y el 30,56 % del PRO.

### Senador nacional
En 2015 fue elegido senador nacional por la provincia de Santa Fe luego de imponerse en esa categoría, logrando el 32 % de los votos. En 2017 fue elegido por unanimidad como vicepresidente de la Mesa Directiva de la Asamblea Parlamentaria Europea-Latinoamericana (EuroLat), a cargo de las relaciones con la sociedad civil y miembro de la Comisión de Desarrollo Sostenible, Innovación y Tecnología.
Fue vicepresidente de la Comisión de Relaciones Exteriores y Culto e integró las Comisiones de Presupuesto y de Hacienda; de Acuerdos; de Economías Regionales, Economía Social, Micro, Pequeña y Mediana Empresa. Durante el período 2016-2017 fue presidente de la Comisión de Ciencia y Tecnología del Honorable Senado de la Nación. En 2017 presentó un proyecto de ley que proponía aumentar de manera sostenida la inversión en ciencia y tecnología hasta llegar a 3 % del PBI en el año 2030. En 2018 asumió la vicepresidencia del Honorable Senado de la Nación.

### Gobernador de Santa Fe

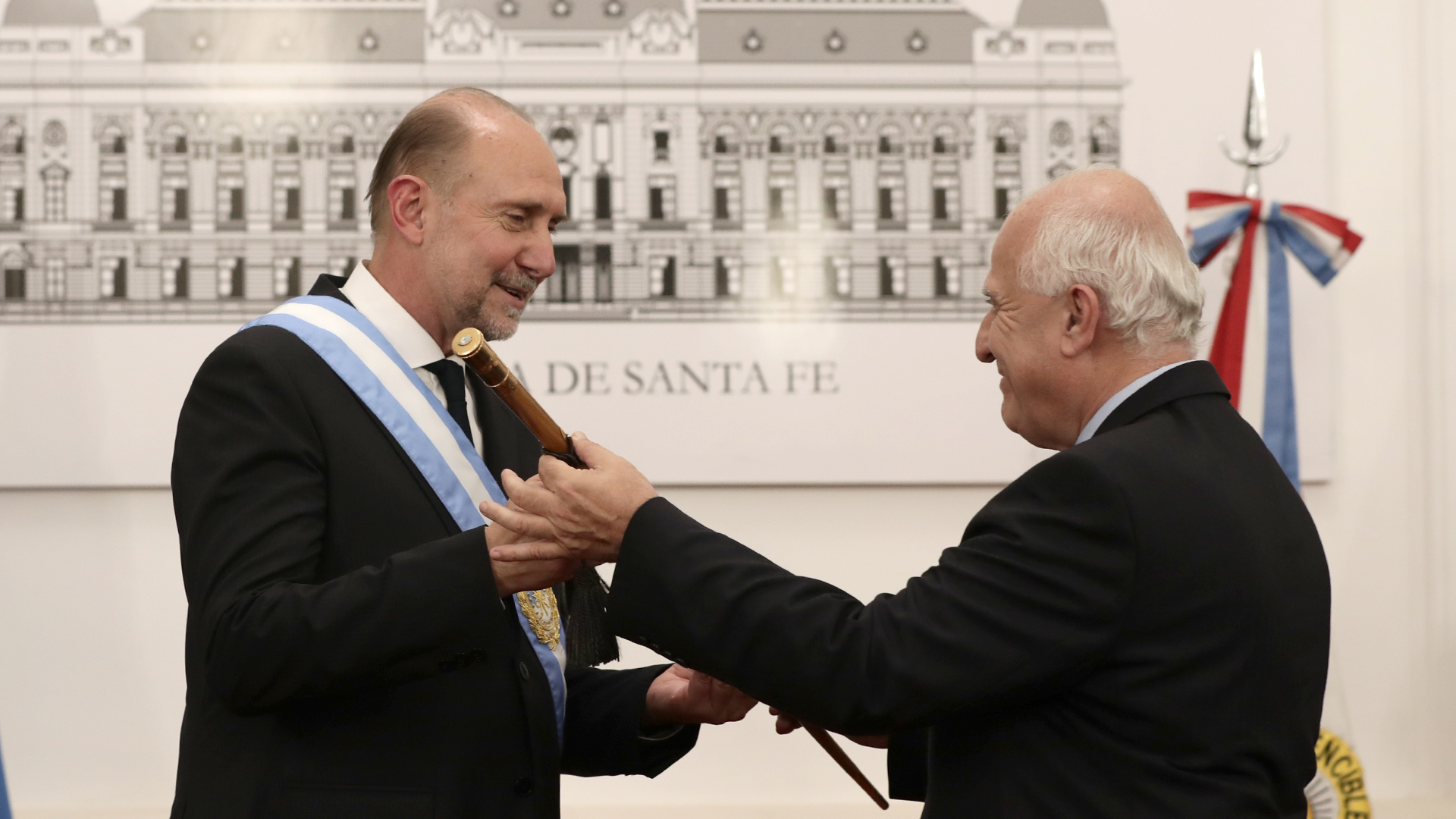
Perotti recibe los atributos de mando de Miguel Lifschitz el 11 de diciembre de 2019.

El 16 de junio de 2019 fue elegido gobernador de la provincia de Santa Fe para el período 2019-2023. Acompañado en la fórmula por Alejandra Rodenas como vicegobernadora, el peronismo volvió a gobernar la provincia después de 12 años de gestión socialista.

#### Economía
Walter Agosto fue designado como ministro de Economía de la provincia. Luego de asumir Perotti denunció que la gestión socialista había dejado "tierra arrasada" en materia de cuentas públicas, con un déficit de más de $15.000 millones. Según el gobierno entrante existían atrasos de seis meses en pagos a los proveedores y deudas no registradas. mientras que el ministro saliente Pablo Farias justificó diciendo que “tenemos una concepción diferente de lo que ha venido pasando en el país. La lógica del déficit cero como premisa del gobierno ha fracasado en el país". Durante su primer año se aprobó la entre las que se destacan la ordenanza de videovigilancia 2.0, cuyos principios se basan en la creación de un sistema unificado de software para la realización de denuncias en situaciones de inseguridad. Además, creó la ordenanza de Descentralización de Defensorías y Fiscalías en los distritos.
En el noviembre de 2022 comenzó a construirse a la nueva autovía Ruta Provincial 21 ubicada esta al sur de la ciudad de Rosariode  unos 21 kilómetros y unirá a las localidades que se asientan al sur de la ciudad de Rosario como son Alvear, Pueblo Esther, Arroyo Seco, General Lagos y Fighiera. Sobre la traza de esta ruta se encuentra el Parque Industrial Alvear, uno de los parques industriales más importantes que tiene la Provincia de Santa Fe. 
Aumento los ingresos brutos para las cerealeras y bancos que pasaron de pagar 0,5 a 2 %, entre otros puntos.

#### Educación
En materia educativa, la gestión de Omar Perotti entregó más 4000 dispositivos móviles y becas de conectividad para estudiantes de primer año de la secundaria rural, con una inversión superior a los 80 millones de pesos. En relación con la pandemia de covid-19, fue vacunado el 100% de los docentes y asistentes escolares que manifestaron la voluntad de hacerlo con ambas dosis 
En marzo de 2021 entró en funcionamiento el Boleto Educativo Gratuito para alumnos y docentes de los niveles inicial, primario, secundario, terciario, y universitario. Además del Boleto educativo Rural que implicó una inversión de 700 millones de pesos, beneficiando a más de 16 mil estudiantes, docentes y asistentes escolares de las zonas rurales.

#### Seguridad
Perotti eligió como Ministro de Seguridad a Marcelo Saín, quien había sido interventor de la Policía de Seguridad Aeroportuaria de la nación cargo que luego asumiría Jorge Lagna.
El 18 de diciembre dispuso el pase a retiro de 30 jefes de la Policía de Santa Fe y la intervención de la departamental San Lorenzo.
Pocos días luego de asumir presenta plan integral de seguridad que había propuesto el gobernador y reformulado en noviembre de 2020, cuando Sain era su ministro de Seguridad, al no contar con mayoría en la cámara las tres leyes serias que ni siquiera se discutieron, siendo "cajoneadas" por el legislativo junto con la reforma policial y un plan de seguridad democráticaPresentó diversas iniciativas que fueron aprobadas, entre las que se destacan la ordenanza de videovigilancia, y Rosario Alerta cuyos principios se basan en la creación de un sistema unificado de software para la realización de denuncias en situaciones de inseguridad. Además, creó la ordenanza de Descentralización de Defensorías y Fiscalías en los distritos.
El 2 de enero de 2020 hubo destrozos y escraches en la casa Perotti. El diputado provincial del Frente Social y Popular, Carlos Del Frade, declaró que: "Es un contragolpe político mafioso de las bandas narco policiales que hace años se han desarrollado en la provincia de Santa Fe y fundamentalmente en la ciudad de Rosario como resultado de esta purga histórica que está llevando adelante Sain".
En diciembre de 2019 fue creada Subsecretaria de Mujeres, Género y Diversidad en la Secretaría de Estado de Igualdad y Género con el objeto de combatir los femicidios. A comienzos de 2020 recrudece la violencia ligada al narcotráfico en la ciudad de Rosario. El 10 de enero se dispuso el desplazamiento del comisario Claudio Romano quien era el jefe de la policía de Rosario desde el 18 de diciembre de 2019.Presentó diversas iniciativas que fueron aprobadas, entre las que se destacan la ordenanza de videovigilancia, y Rosario Alerta 2.0, cuyos principios se basan en la creación de un sistema unificado de software para la realización de denuncias en situaciones de inseguridad. Además, creó la ordenanza de Descentralización de Defensorías y Fiscalías en los distritos.

#### Gabinete de Gobierno
| Ministerios del Gobierno de Omar Perotti                    | Ministerios del Gobierno de Omar Perotti                | Ministerios del Gobierno de Omar Perotti |
| Cartera                                                     | Titular                                                 | Período |
| ----------------------------------------------------------- | ------------------------------------------------------- | --- |
| Ministerio de Economía                                      | Walter Agosto                                           | 10 de diciembre de 2019 - 10 de diciembre de 2023 |
| Ministerio de Educación                                     | Víctor Debloc Adriana Cantero                           | 30 de marzo de 2023 - 10 de diciembre de 2023 10 de diciembre de 2019 - 30 de marzo de 2023                                                                                        |
| Ministerio de Gobierno, Justicia y Derechos Humanos         | Celia Arena Roberto Sukerman Esteban Borgonovo          | 23 de diciembre de 2021 - 10 de diciembre de 2023 18 de enero de 2021 - 22 de diciembre de 2021 10 de diciembre de 2019 - 12 de noviembre de 2020                                  |
| Ministerio de Seguridad                                     | Claudio Brilloni Rubén Rimoldi Jorge Lagna Marcelo Saín | 8 de febrero de 2023 - 10 de diciembre de 2023 10 de agosto de 2022 - 8 de febrero de 2023 19 de marzo de 2021 - 9 de agosto de 2022 10 de diciembre de 2019 - 19 de marzo de 2021 |
| Ministerio de Gestión Pública                               | Marcos Corach Rubén Michlig                             | 18 de enero de 2021 - 10 de diciembre de 2023 10 de diciembre de 2019 - 18 de enero de 2021                                                                                        |
| Ministerio de Infraestructura, Servicios Públicos y Hábitat | Silvina Frana                                           | 10 de diciembre de 2019 - 10 de diciembre de 2023 |
| Ministerio de Salud                                         | Sonia Martorano Carlos Parola                           | 16 de junio de 2020 - 10 de diciembre de 2023 10 de diciembre de 2019 - 10 de junio de 2020                                                                                        |
| Ministerio de Producción, Ciencia y Tecnología              | Daniel Costamagna                                       | 10 de diciembre de 2019 - 10 de diciembre de 2023 |
| Ministerio de Desarrollo Social                             | Danilo Capitani                                         | 10 de diciembre de 2019 - 10 de diciembre de 2023 |
| Ministerio de Trabajo, Empleo y Seguridad Social            | Juan Manuel Pusineri Roberto Sukerman                   | 18 de enero de 2021 - 10 de diciembre de 2023 10 de diciembre de 2019 - 18 de enero de 2021                                                                                        |
| Ministerio de Ambiente y Cambio Climático                   | Erika Gonnet                                            | 10 de diciembre de 2019 - 10 de diciembre de 2023 |
| Ministerio de Cultura                                       | Jorge Llonch                                            | 10 de diciembre de 2019 - 10 de diciembre de 2023 |
| Ministerio de Igualdad, Género y Diversidad                 | María Florencia Marinaro Celia Arena                    | 23 de diciembre de 2021 - 10 de diciembre de 2023 10 de diciembre de 2019 - 23 de diciembre de 2021                                                                                |